# Mustapha Jmahri

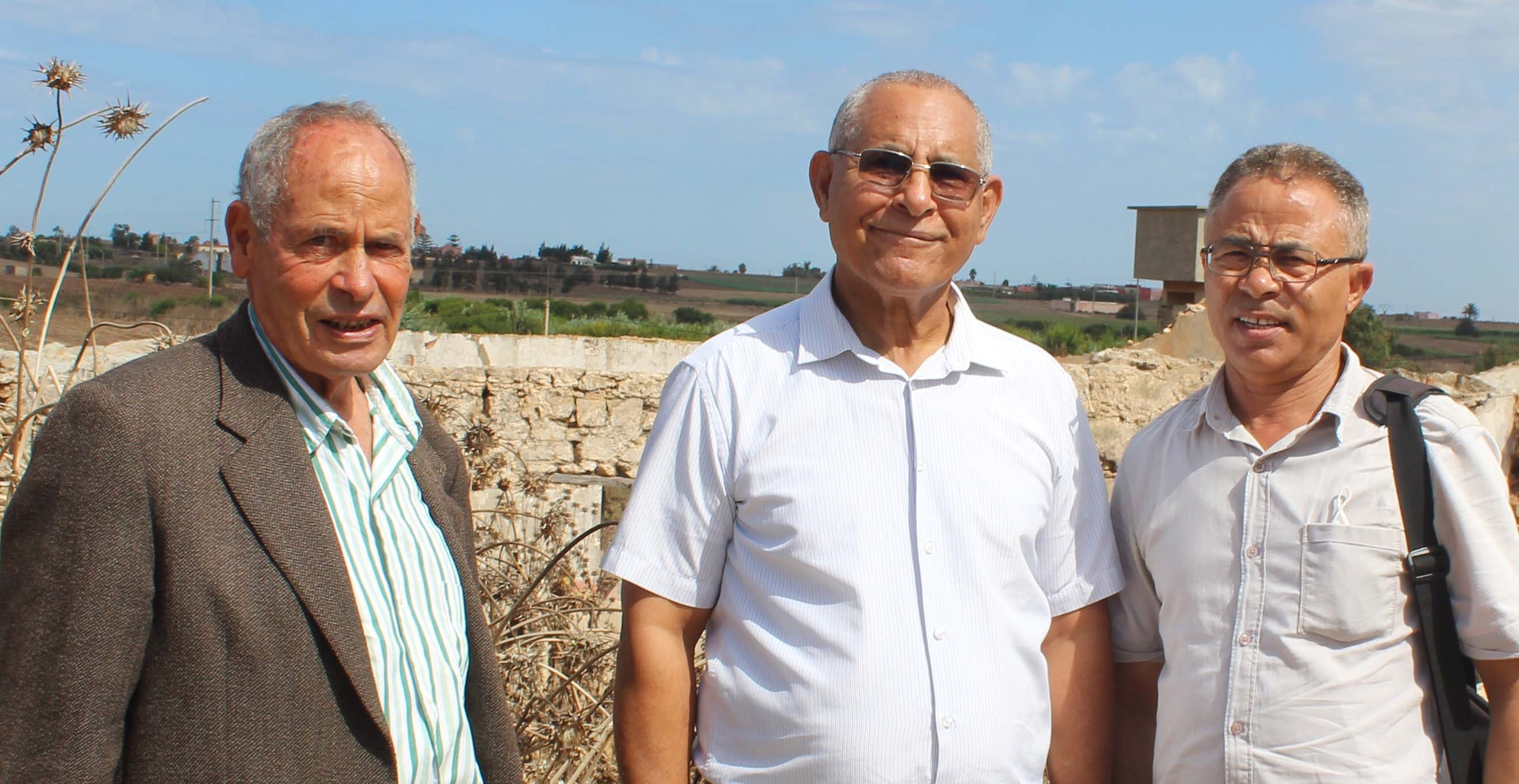

Mustapha Jmahri, né le 14 novembre 1952 à Casablanca, est un écrivain marocain de langue française et arabe.

## Biographie
Diplômé des études supérieures en journalisme, Mustapha Jmahri a exercé plus d’une trentaine d’années dans le domaine de la communication (d’abord journaliste à la Radio Télévision Marocaine à Rabat, reporter à la station de radio Ain Chok à Casablanca, puis attaché de presse dans un établissement public à El Jadida). Il a aussi été professeur vacataire en journalisme à la Faculté des lettres d’El Jadida de 2011 à 2014. 
Ayant commencé à écrire au début des années 1970 des nouvelles et des articles littéraires en arabe, il a créé depuis 1993 la série « Les cahiers d’El Jadida » dont il est l’auteur-éditeur. Cette série de publications, en français, concerne le passé contemporain de la ville d’El Jadida-Mazagan dans sa dimension plurielle et cosmopolite. Grâce à cette série, l’auteur a mis à jour l’épisode des vingt consulats étrangers à Mazagan ainsi que l’histoire méconnue du port d’El Jadida et le séjour de l’écrivaine suisse Grethe Auer dans cette ville en 1904.
Par ailleurs, Mustapha Jmahri a révélé dans son ouvrage Chroniques secrètes sur Mazagan paru à Casablanca en 2010, un épisode ignoré de la vie de Saint-Exupéry au Maroc. Il s’agit de la visite de l’écrivain-aviateur, en 1927, à la forteresse de Boulaouane (70 km d’El Jadida). À ce titre, la succession Saint-Exupéry-d’Agay a donné à Mustapha Jmahri son accord pour initier un circuit culturel conformément au tracé figurant dans son livre.
Mustapha Jmahri a publié également des ouvrages de littérature chez L'Harmattan à Paris, dont son autobiographie À l’ombre d’El Jadida, un roman d’amour Les Sentiers de l’attente, et un recueil de nouvelles Figues et Châtiment préfacé par Fouad Laroui son ami d’enfance[réf. nécessaire].
Mustapha Jmahri est membre de l’Union des écrivains du Maroc et de l’Association marocaine des journalistes d'entreprises. Il est par ailleurs le délégué Maroc de l’Amicale des anciens de Mazagan[réf. nécessaire].

## Publications
Dans Les cahiers d’El Jadida
- Bibliographie sur l’histoire d’El Jadida
- Les consulats étrangers à El Jadida
- La Cité de Mazagan (avec R. Faraché)
- Guide : Tout savoir sur El Jadida et sa Région (avec R. Faraché)
- La communauté juive de la ville d’El Jadida
- Paroles de Mazaganais
- Le port d’El Jadida : Une histoire méconnue
- Souvenirs marocains, El Jadida au temps du Protectorat
- Chroniques secrètes sur Mazagan 1850-1950
- Les cahiers d’El Jadida, l’Histoire en partage
- El Jadida, deux siècles d’histoire consulaire
- Une vie de colon à Mazagan. Agriculteurs étrangers en Doukkala
- Mazagan, patrimoine mondial de l’Humanité (avec Ch. Feucher)
- La communauté juive de la ville d’El Jadida (2e édition complétée)
- El Jadida, destins croisés 1900-1960
- Médecines et médecins à El Jadida (de la période portugaise aux lendemains de l’Indépendance)
- El Jadida 1949-1969 : Paroles de femmes
- Houcine El Ayoubi, parcours d’un résistant d’El Jadida (et autres articles sur la résistance dans la ville)

Chez L’Harmattan
- A l’ombre d’El Jadida : Souvenirs et témoignage (autobiographie, 2012)
- Les Sentiers de l’attente (roman, 2014)
- Figues et châtiment (nouvelles, 2016)

Recueils de nouvelles en arabe
- Vagues
- Feux et fumée
- Al Hara (Le Quartier)
- Chajarat al-Hayat (L’Arbre de la vie)

Ouvrages traduits
- Une vie de colon à Mazagan, éditions Azzamane, Rabat, 2016.
- La communauté juive d’El Jadida, 2012.

## Prix et distinctions
- Homme de l’année 2005 de la ville d’El Jadida dans le domaine culturel
- Mention d’honneur de l’ICCROM (Rome) au concours de la 4e édition des meilleurs articles sur le patrimoine (2001)